# CCC Polsat Polkowice/2009
Deze pagina geeft een overzicht van de CCC Polsat Polkowice wielerploeg in 2009. 

## Algemeen
Sponsors: CCC, Polsat (televisiezender)
Algemeen manager: Krzysztof Korsak
Ploegleiders: Marek Lesniewski, Piotr Wadecki, Robert Krajewski
Fietsmerk: Merida

## Renners
| Naam                | Geboortedatum | Nationaliteit | Ploeg 2008         |
| ------------------- | ------------- | ------------- | ------------------ |
| Łukasz Bodnar       | 10-05-1982    | Polen         | DHL-Author         |
| Adrian Honkisz      | 27-02-1988    | Polen         | Geen ploeg         |
| Krzysztof Jeżowski  | 30-08-1975    | Polen         |                    |
| Tomasz Kiendyś      | 23-06-1977    | Polen         |                    |
| Tomasz Lisowicz     | 23-02-1977    | Polen         |                    |
| Bartlomiej Matysiak | 11-09-1984    | Polen         | Legia              |
| Jaroslaw Rebiewski  | 27-02-1974    | Polen         |                    |
| Tomasz Smoleń       | 03-02-1983    | Polen         | Neo                |
| Kamil Zieliński     | 03-03-1988    | Polen         | Neo                |
| Piotr Zieliński     | 04-05-1984    | Polen         | Bretagne-Armor Lux |

## Belangrijke overwinningen
| Ronde van Taiwan 3e etappe: Krzysztof Jeżowski 6e etappe: Krzysztof Jeżowski 7e etappe: Tomasz Kiendyś Eindklassement: Krzysztof Jeżowski Ronde van Marokko 1e etappe: Krzysztof Jeżowski 2e etappe: Adrian Honkisz 5e etappe: Tomasz Kiendyś 6e etappe: Krzysztof Jeżowski 8e etappe: Łukasz Bodnar 9e etappe: Krzysztof Jeżowski 10e etappe: Krzysztof Jeżowski Szlakiem Grodow Piastowskich 3e etappe: Tomasz Smoleń Ronde van Malopolska 2e etappe: Krzysztof Jeżowski 3e etappe: Tomasz Smoleń | Nationale kampioenschappen wielrennen Polen - wegrit: Krzysztof Jeżowski Koers van de Olympische Solidariteit 6e etappe: Bartlomiej Matysiak Ronde van Mazovië 4e etappe: Krzysztof Jeżowski 3e etappe: Łukasz Bodnar Eindklassement: Łukasz Bodnar Puchar Ministra Obrony Narodowej Winnaar: Tomasz Kiendyś |

2000 · 2001 · 2002 · 2003 · 2004 · 2005 · 2006 · 2007 · 2008 · 2009 · 2010 · 2011 · 2012 · 2013 · 2014 · 2015 · 2016 · 2017 · 2018 · 2019 · 2020